# Alessandro Piva
Alessandro Piva (Salern, 8 d'abril de 1966) és un director de cinema, guionista, productor de cinema, editor i director de fotografia italià.

## Biografia
Va néixer a Salern el 1966, però va créixer entre aquesta última, Latina, Matera i Bari, on va passar els anys de batxillerat i va fer el seu debut al director. El primer conjunt el coneix el 1986 als Riverside Studios a Londres, on Derek Jarman va filmar el seu polèmic Caravaggio; Piva participa com a figurant i després continua seguint el rodatge com a observador al plató.
Un cop tornat a Itàlia, es va matricular al Centro sperimentale di cinematografia de Roma, on es va graduar en muntatge i es va provar a escriure per al cinema: entre 1992 i 1993 va obtenir, juntament amb el col·laborador Salvatore De Mola, dues mencions especials al Premi Solinas per guions inèdits. En els mateixos anys va treballar com a muntador (entre d'altres, va muntar la pel·lícula Gli Occhi Stanchi de Corso Salani), com a programador/director del canal Cine Classics de l'editorial. Multitematique i com a documentalista, realitzant reportatges a Itàlia ia l'estranger. El 1995 va guanyar el Premi Bizzarri pel documental amb el reportatge sobre els treballadors de l'ILVA de Tarent “A Zero Ore”.
Va debutar com a director de llargmetratges el 1999 amb la pel·lícula LaCapaGira, escrita pel seu germà Andrea i rodada gairebé íntegrament en barés ( tant per induir el distribuïdor Lucky Red a subtitular la pel·lícula per a la seva circulació als cinemes nacionals), que es va presentar amb èxit al Festival Internacional de Cinema de Berlín i guanya el David di Donatello, el Nastro d'Argento, el Ciak d'Oro, el Dolly D'oro 2000 i el premi a la millor banda sonora a la XXI edició de la Mostra de València de València. Altres llargmetratges del director són Mio cognato presentat al Festival Internacional de Cinema de Locarno 2003 i amb tres candidatures als Nastri d'argento 2004, una Targa ANEC, un Premi Zanchi a les Jornades de Cinema Professional de Sorrento i un premi al Millor Director al Festival de Cinema de Sulmona 2003; Henry, presentada a competició al Festival de Cinema de Torí 2010, que va obtenir un Premi del Públic; Milionari, presentat a competició al Festa del Cinema di Roma i a la selecció oficial al Festival Internacional de Cinema de Xangai i que va obtenir una nominació al Nastri d'argento 2016.
El 2001 va fundar la productora Seminal Film, amb la qual va realitzar pel·lícules (curtmetratges i llargmetratges) i espots per a campanyes publicitàries. El 2008 va rodar dos anuncis per a Fox Channel, premiats als Sky Awards i al Promax de Nova York del mateix any. Va concebre i va crear l'espot amb les mestresses de casa de Bari Riso patate e cozze per a Amgas, que es va convertir en un èxit també gràcies al remix de XanderDJ, el vídeo del qual a YouTube ha superat les 1.400.000 visualitzacions. El director signa la creació de la institució comercial de la Presidència del Consell de Ministres per a la campanya Rai de Matera 2019 - Capital Europea de la Cultura. A la plataforma YouTube Seminal Film crea i gestiona els continguts del canal Seminaltube, amb més de 6 milions de visualitzacions.
Entre 2002 i 2006 va dirigir obres de teatre i documentals en un sol acte per a Radio3 Rai, treballant entre d'altres amb Fabrizio Gifuni, Massimo Popolizio, Marcello Fois, Tommaso Pincio. Amb Radio 3 també va treballar en programes com Centolire, Tre soldi i Le meraviglie.
Piva participa en campanyes socials al Mezzogiorno, com la iniciativa Perotti Point, vinculada a l'enderrocament de l'ecomonstre Punta Perotti al passeig marítim de Bari, que va portar a Puglia cineastes d'arreu d'Itàlia per a la creació d'un documental col·lectiu sobre l'esdeveniment. El 2005, Piva va realitzar el vídeo Altra velocità, una sèrie d'entrevistes amb l'Estació Termini de Roma filmat amb l'ajuda tècnica d'un Dutch Head. El vídeo es va presentar a Venècia durant la 62a Mostra Internacional de Cinema de Venècia per llançar la campanya de Fausto Bertinotti per a les Primàries de L'Unione, projectada en un experiment pioner en 5 pantalles, 4 de les quals verticals.
El 2007 va provar la direcció d'òpera, amb una posada en escena de Il cappello di paglia di Firenze de Nino Rota per a la Fundació Teatro Petruzzelli de Bari In el mateix any Piva col·labora amb el fotògraf de paisatge urbà Gabriele Basilico, per a la seva exposició Bari 06.07 comissariada per Clara Gelao: en aquesta ocasió crea, amb edició de so en directe, unes partitures acústiques per escoltar amb auriculars. davant d'una selecció de plans de Basilico exposats. El 2008 el va veure compromès com a director de Taodue en la producció d'una sèrie de televisió per a prime time de Mediaset, La scelta di Laura, amb Giulia Michelini i Giorgio Pasotti.
El 2011 va presentar el documental Pasta Nera al Festival de Venècia, guardonat amb una Menció Especial pel jurat del Premi Fedic i finalista al David di Donatello 2012. La pel·lícula li va valer el Premi Nacional Franco Enriquez.
El 2014 va completar, després d'un treball de més de deu anys, Situazione. La pel·lícula, que barreja els estils del cinema de ficció (protagonitzada per Dino Abbrescia i Alfredo Minenna) i el documental, s'estrena a l’acte inaugural del Bif&st.
Amb motiu de l'Exposició Universal de Milà (2015), dissenya la videoinstal·lació immersiva que, a l'espai dedicat a la Regió de Puglia del Pavelló Italià, recrea una olivera mil·lenària per als visitants. Novament per Puglia Promozione va signar la campanya de vídeo "WeAreinPuglia", que difon la imatge del taló d'Itàlia entre fires especialitzades i xarxes socials a nivell internacional.
El 2015 acull la crítica/taller Maestro sarà lei! al cineporto de Foggia: tres dies de debat i projeccions amb professionals del cinema italià (entre els convidats Daniele Ciprì i Massimo Gaudioso). A partir del 2017 dissenya i dirigeix l'arena Garbatella, al districte homònim de la capital, l'exposició SGARBATELLUM - conversazioni irriverenti tra addetti ai lavori per chi il cinema lo ama, lo fa, lo vuole fare. Amb els anys han partecipat com a convidats directors, actors, productors i guionistes com ara Gianni Amelio, Giiuseppe Bonito, Matteo Garrone, Mario Martone, Sydney Sibilia, Valentina Lodovini, Teresa Saponangelo, Vanessa Scalera, Mario Mazzarotto, Ciro De Caro i Francesco Bruni.
A partir de 2015, Piva va iniciar el desenvolupament d'un cicle de videoretrats d'artistes: els tres primers vídeos estan dedicats als artistes pulliesos Iginio Iurilli, Michele Giangrande i Pierpaolo Miccolis. Els retrats de Franco Dellerba i Baldo Diodato estan en curs.
Per al Ministeri de Patrimoni Cultural i d'Activitats i Turisme i algunes regions del sud d'Itàlia va crear, amb el compositor Riccardo Giagni, el curtmetratge Road to Myself (2017) , sobre rutes culturals al sud d'Itàlia., seguit de Due Sicilie (premi al millor documental al Festival de Cinema de Sciacca el 2016), documental sobre Sicília entre el present i el passat a través dels repertoris evocadors del segle XX, reelaborat en seqüències originals rodades als mateixos llocs utilitzats per grans mestres del passat com ara Vittorio De Seta, Folco Quilici i Ugo Saitta, creats en col·laboració amb l'Istituto Luce.
El 2019 va signar el documental Santa Subito, centrat en la història de Santa Scorese, un activista catòlic molt jove assassinat per un assetjador el 1991. La pel·lícula va ser convidada a la selecció oficial a la XIVª Festa del Cinema di Roma, on va rebre el Premi de la Crítica Social "Sorriso Diverso" i el BNL People's Choice Award, premi principal de l'acte. El documental també va rebre una nominació a la secció Nastri d'Argento, Cinema del Reale.
El 2020 va dirigir la campanya nacional Puglia delle Meraviglie per a la represa de les activitats turístiques a la regió després del confinament. Realitza “Sea Mood”, un diari de viatge documental pels pobles costaners de Puglia, presentat al Festival Visioni dal Mondo de Milà.
En l'àmbit de la formació en llenguatges audiovisuals, des del 2014 és professor de direcció a lEscola d'Art Cinematogràfic Gian Maria Volonté de Roma i des del 2020 iés professor de Direcció de Cinema i Televisió a l'Acadèmia de Belles Arts de Bari.
Com a jurat, Piva ha participat en diversos festivals, com ara el Filmfestival Münster, el Premi Solinas i el Bif&st, on en El 2021 va realitzar un taller de direcció que va incloure un assaig final amb la participació de Vinicio Marchioni.
Piva també ha col·laborat amb diaris com Corriere del Mezzogiorno, La Repubblica/Bari i La Gazzetta del Mezzogiorno. En l'àmbit de la comunicació política i institucional, ha rebut encàrrecs del Departament d'Edicions i Informació de la Presidència del Consell de Ministres, del Ministeri d'Igualtat d'Oportunitats, Esports i Polítiques de Joventut, La Universitat, l'Acadèmia de Belles Arts, el Senat de la República, la Universitat Americana de Roma. L'any 2019 esdevé membre de la Comissió del Ministeri de Patrimoni i Activitats Culturals i Turisme sobre projectes de desenvolupament i foment de l'activitat cinematogràfica i audiovisual. L'any 2022 és president de la comissió tècnico-artística per a l'avaluació de projectes per al cinema de la Regió de Sardenya.
Piva és membre de l'Acadèmia del Cinema Italià - Premis David di Donatello.

## Filmografia

### Director
Cinema
- LaCapaGira (1999)
- Mio cognato (2003)
- Henry (2010)
- Situazione (2014)
- Milionari (2014)

Documentals
- Pasta nera (2011)
- Due Sicilie (2016)
- Santa subito (2019)

Televisió
- La scelta di Laura (2009), serie TV

Teatre
- Quanto basta (2021)[32]

### Guionista
Cinema
- Mio cognato (2003)
- Henry (2011)
- Situazione (2014)

Documental
- Santa subito (2019)

### Productor
Cinema
- LaCapaGira (1999)
- Mio cognato (2003)
- Henry (2011)
- Situazione (2014)

Documental
- Pasta nera (2011)

### Muntador
Cinema
- Alta marea, de Lucian Segura (1991)
- Gli occhi stanchi, de Corso Salani (1995)
- LaCapaGira (1999)
- Henry (2011)
- Situazione (2014)

## Reconeixements
- 2000 : David di Donatello per LaCapaGira.[33]
- 2000: Ciak d'oro millor opera prima per LaCapaGira
- 2010 : Premi del Públic a la 28a edició del Festival de Cinema de Torí – 2010 per Henry[34]
- 2011 : Menció especial del jurat del Premi FEDIC pel documental Pasta nera[35]
- 2019: venç a la Festa del Cinema di Roma amb el docufilm “Santa subito”.